# Veliki Hrib
Veliki Hrib este o localitate din comuna Kamnik, Slovenia, cu o populație de 77 de locuitori.